# 沃雷塔
沃雷塔（Wereta 或 Woreta）是埃塞俄比亞北部阿姆哈拉州南貢德爾地區的小鎮，座標11°55′N 37°42′E / 11.917°N 37.700°E，海拔1,828米。鎮內有電話服務和電力供應。根據埃塞俄比亞中央統計局2005年人口普查的資料，沃雷塔人口約26,317，其中男性13,044人，女性13,273人。